# عقده برتری
عقده برتری یا عقده خودبرتربینی (به انگلیسی: Superiority complex) یک اصطلاح غیررسمی مربوط به توهم خودبزرگ‌بینی تشخیص دی‌اس‌ام است. عقدهٔ برتری یا از نیاز دفاعی برای غلبه بر حقارت یا از حس برتری دائم نسبت به دیگران رشد می‌یابد. این اصطلاح توسط آلفرد آدلر، به‌عنوان بخشی از مکتب روان‌شناسی فردی، اوایل دهه ۱۹۰۰ ساخته شد، اما از آن زمان تاکنون تفسیرهای دیگری داشته‌است.